# Liste der denkmalgeschützten Objekte in Ebenau
Die Liste der denkmalgeschützten Objekte in Ebenau enthält die denkmalgeschützten, unbeweglichen Objekte der Gemeinde Ebenau.

## Denkmäler
| Foto |                 | Denkmal                                                                                        | Standort                                  | Beschreibung | Metadaten |
| ---- | --------------- | ---------------------------------------------------------------------------------------------- | ----------------------------------------- | --- | --- |
| ja   | Datei hochladen | Friedhof und Kapelle HERIS-ID: 14528 Objekt-ID: 10765                                          | bei Am Kirchberg 1 Standort KG: Ebenau II | Die Mauer des Friedhofs um die Pfarrkirche dient talseitig zugleich als Böschung des Kirchhofs und entstand ab dem Jahr 1703. Die Totenkapelle südlich der Kirche ist ein kleiner quadratischer Barockbau mit einem Pyramidenschindeldach und einem Gitter aus der Zeit um 1700.                         | BDA-Hist.: Q37760519 Status: § 2a Stand der BDA-Liste: 2025-06-30 Name: Friedhof und Kapelle GstNr.: 63/5 Cemetery Ebenau, Salzburg                                                  |
| ja   | Datei hochladen | Kath. Pfarrkirche hl. Florian HERIS-ID: 14503 Objekt-ID: 10740                                 | Am Kirchberg 5 Standort KG: Ebenau II     | Die genordete barocke Pfarrkirche wurde in den Jahren 1699 bis 1702 erbaut und steht inmitten des Friedhofs östlich über der Gemeinde. An das dreijochige Langhaus schließt ein eingezogener Chor mit einem Dachreiter an. Die einheitlich frühhistoristische Inneneinrichtung stammt aus dem Jahr 1857. | BDA-Hist.: Q24175508 Status: § 2a Stand der BDA-Liste: 2025-06-30 Name: Kath. Pfarrkirche hl. Florian GstNr.: 63/5 Pfarrkirche hl. Florian, Ebenau, Salzburg                         |
| ja   | Datei hochladen | Pfarrhof HERIS-ID: 14531 Objekt-ID: 10768                                                      | Am Kirchberg 7 Standort KG: Ebenau II     | Der Pfarrhof an der Berglehne südlich der Kirche wurde 1701/02 errichtet und im 20. Jahrhundert innen umgebaut. | BDA-Hist.: Q37760566 Status: § 2a Stand der BDA-Liste: 2025-06-30 Name: Pfarrhof GstNr.: 1                                                                                           |
| ja   | Datei hochladen | Gemeindehaus, Fürstenstöckl, Heimatmuseum, ehem. Schmelzhütte HERIS-ID: 14530 Objekt-ID: 10767 | Messingstraße 29 Standort KG: Ebenau II   | Das Gemeindehaus wurde um 1634 errichtet und diente einst als Schmelzhütte. Das anschließende Fürstenstöckl aus der gleichen Epoche war ursprünglich ein Logierquartier der Landesfürsten. Seit einer Restaurierung beherbergt es das Heimatmuseum.                                                      | BDA-Hist.: Q24175509 Status: § 2a Stand der BDA-Liste: 2025-06-30 Name: Gemeindehaus, Fürstenstöckl, Heimatmuseum, ehem. Schmelzhütte GstNr.: .4/1, 7 Fürstenstöckl, Ebenau Salzburg |